# Прокудин, Гавриил Иванович
Гавриил Иванович Прокудин (17 октября 1910 — 1 ноября 1973) — бригадир тракторной бригады Старооскольской МТС, Герой Социалистического Труда (1948).

## Биография
Родился 17 октября 1910 года в деревне Прокудино (ныне Старооскольский городской округ). Закончил 4 класса сельской школы. Работал в колхозе.
Участник Великой Отечественной войны. Служил шофером зенитной батареи 49-й танковой бригады 1-го Украинского фронта. За мужество и отвагу был награжден двумя орденами Красной Звезды и многими медалями. После окончания войны трудился в должности бригадира тракторной бригады в родном колхозе.
4 мая 1948 года Указом Президиума Верховного Совета СССР за достижение высоких показателей по производству зерновых культур бригадиру тракторной бригады Старооскольской МТС Г. И. Прокудину присвоено звание Героя Социалистического Труда.
После упразднения МТС работал бригадиром тракторной бригады в родном колхозе.
Умер 1 ноября 1973 года.

## Награды
- Герой Социалистического Труда (1948);
- орден Ленина (1948);
- орден Красной Звезды (1943)
- Медаль «За победу над Германией в Великой Отечественной войне 1941—1945 гг.» (1945)
- Медаль «За взятие Берлина» (1945)